# Telophorus olivaceus
Telophorus olivaceus là một loài chim trong họ Malaconotidae.